# Военная прогимназия
Военная прогимназия — низшие учебные воспитательные заведения, возникшие в Российской империи, в эпоху реформ военно-учебных заведений в 1860-х годах.
Военно-учебные заведения России были не в состоянии давать гвардии и армии все необходимое ей количество офицеров, поэтому были учреждены ещё юнкерские училища и военные прогимназии. Прогимназии военные, как постоянный источником пополнения, были предназначены, главным образом, для подготовки к поступлению (для правильного пополнения) в юнкерские училища, вместе с тем, было стремление государства достигнуть и благотворительных целей, так как при недостатке мест в военных гимназиях в военные прогимназии принимались на казённый счёт сыновья офицеров, военных чиновников, дворян и почётных граждан.

## История
В 1858 году Кантонистские учебные заведения были преобразованы в училища военного ведомства, получившие совершенно иной характер. Училища эти в 1866 году были переименованы в военно-начальные школы, а в 1868 году — в военные прогимназии.
Первые восемь военных прогимназий с четырёхлетним сроком обучения были образованы в 1868 году из военно-начальных школ в Москве, Пскове (17.07.1868 года), Ярославле, Киеве (в 1874 году переведена в Елисаветград), Вольске, Оренбурге, Омске и Иркутске. В 1869 и 1871 годах были учреждены ещё две: в Санкт-Петербурге и Тифлисе (в 1875 году переведена во Владикавказ). 
В военные прогимназии не только принимались на казённый счёт сыновья офицеров, военных чиновников, дворян и почётных граждан (во Владикавказскую, Оренбургскую и Омскую — и других сословий), но и переводились те из воспитанников военных гимназий, которые не могли учиться там по молоспособности или дурному поведению (для последних предназначалась только Вольская военная прогимназия, где помимо общеобразовательного курса воспитанники обучались ремёслам и земледелию). 
Штатное число воспитанников составляло около 200 человек, но колебалось между 100 и 500 человек переменного состава; так, Ярославская была рассчитана на 400 воспитанников, Оренбургская — на 300, Вольская и Иркутская — на 100 человек. Состав служащих был разный и обычно включал начальника с администраций (в среднем четыре человека), преподавателей, количество которых определялось в зависимости от штатов прогимназии (от 10 до 15 человек), а также воспитателей (в среднем 20 человек), нижних чинов (писари, сапожники, цирюльники и других — обычно человек 6), наёмную прислугу (6—8 человек), священника и врача (могли быть и другие работники).
Общеобразовательный курс был согласован с программой для вольноопределяющихся 3-го разряда (курс уездных училищ или четырёхклассных реальных училищ, но без языков). По окончании курса, воспитанники (не моложе 17 лет) направлялись в юнкерские училища с зачислением в полки унтер-офицерами, а с 1874 года — на правах вольноопределяющихся 3-го разряда. Также, лучшие выпускники прогимназий, не старше 16 лет, переводились в учительскую семинарию военного ведомства, откуда они возвращались в военные прогимназии уже преподавателями. 
В 1876 году военные прогимназии в Москве и Пскове были преобразованы в военные гимназии: приказом по Военному ведомству 9 июля 1876 года Московская прогимназия была преобразована в 4-ю Московскую военную гимназию, в 1882 году — в 4-й Московский кадетский корпус, в 1892 году — в 3-й Московский кадетский корпус; приказом от 13 июля 1876 года Псковская прогимназия была преобразована в Псковскую военную гимназию, с 22 июля 1882 года — Псковский кадетский корпус.
В 1882 году, когда военные гимназии стали преобразовывать в кадетские корпуса, военные прогимназии было решено закрыть: в 1883 году упразднены прогимназии в Елисаветграде, Омске и Петербурге; в 1887 году — в Иркутске, Оренбурге и Владикавказе. Ярославская и Вольская прогимназии были переименованы в школы, которые существовали исключительно для продолжения воспитания кадет, удаляемых из кадетских корпусов по малоспособности или нравственной испорченности. Ярославская школа была преобразована в кадетский корпус в 1896 году, а Вольская — в 1914 году.
За период 1871—1879 годов было выпущено 3 025 человек. Однако более половины из них ориентировались больше на гражданскую службу и учились в них только с той выгодой, чтобы получить начальное образование за казённый счёт. За весь период своего существования военные прогимназии (военные школы) дали 23 835 выпускников.